# Polikuschka (1958)
Polikuschka ist ein deutsch-italienisch-französisches Filmdrama aus dem Jahre 1958 von Carmine Gallone mit Folco Lulli in der Titelrolle. An seiner Seite sind Antonella Lualdi, Ellen Schwiers und Ivan Desny in weiteren Hauptrollen zu sehen. Der Film basiert auf der gleichnamigen Erzählung (1862) von Leo Tolstoi.

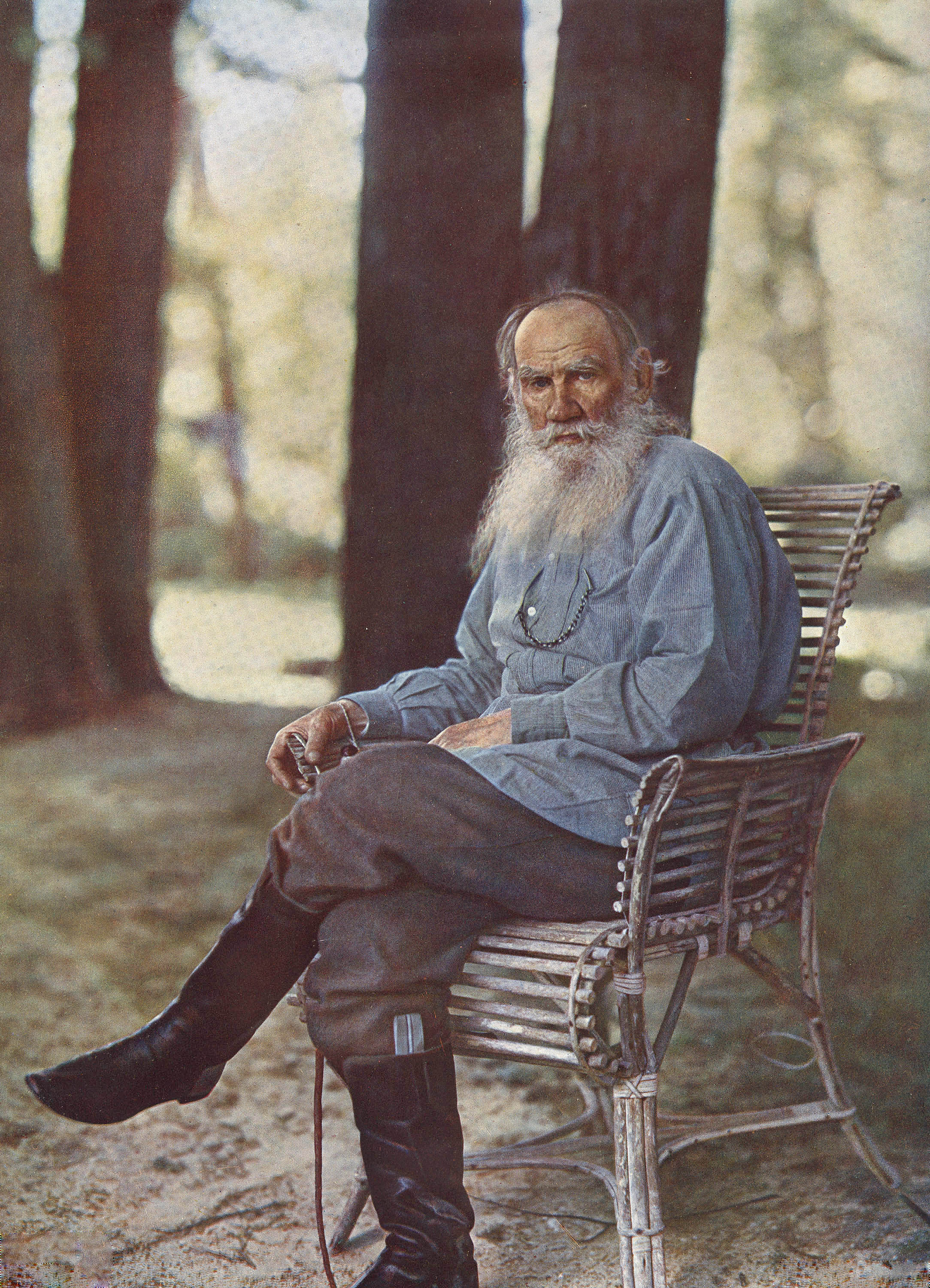
Lieferte die Vorlage: Leo Tolstoi (Foto von 1908)

## Handlung
Russland im 19. Jahrhundert. Polikuschka ist ein kräftiger, einfach gestrickter Typ, der zur Zeit der Leibeigenschaft als Knecht bei seiner Herrin auf deren fürstlichen Gutshof seinen Frondienst ableistet. Er ist zwar ein gutmütiger Geselle, macht aber auch, so wird im Dorf Pokrowskoje kolportiert, gelegentlich den Langfinger. Eines Tages soll Gutsverwalter Jegor Michailowitsch drei Männer für den anstehenden Militärdienst auswählen. Nachdem bereits zwei Kerle feststehen, fällt seine Wahl auf den tapsigen und trinkfreudigen Polikuschka, was aber die Gutsherrin Awdotja Nikolajewna, deren Wort nahezu Gesetz ist, ablehnt. Außerdem, so das Argument, könne Polikuschkas Frau Akulina allein, ohne ihren Mann, mit den fünf Kindern unmöglich über die Runden kommen. Jegor Michailowitsch beugt sich dem Wunsch der Herrin anstandslos. Statt auf Polikuschka fällt  nunmehr die Wahl auf Ilja Dutlow als dritten Mann fürs Militär.
Die Gutsherrin ist fest von der Ehrlichkeit und Verlässlichkeit Polikuschkas überzeugt und schickt ihn eines Tages mit einem Auftrag allein auf eine Reise über das Land. Er soll eine größere Geldsumme abholen. Polikuschka, ein ergebener Diener seiner Herrin, tut wie geheißen und nimmt das Geld an sich. Doch auf dem Rückweg verliert er das Kuvert mit den Banknoten in Höhe von 1617 Rubel. Rasch gerät er in den Verdacht, mal wieder lange Finger gemacht zu haben. Alle scheinen gegen ihn, und Polikuschka sieht nur noch einen Ausweg: Er will sich umbringen. Als Todesart wählt er den Strick. Doch der Nagel, an dem sich der vom Leben gebeutelte Leibeigene aufzuhängen versucht, reißt aus, und der bereits Totgeglaubte kehrt zur Überraschung der Angehörigen in ein Leben zurück, das sich nunmehr von einer sehr viel besseren Seite zeigt. 

## Produktionsnotizen
Die Dreharbeiten zu Polikuschka begannen am 8. April 1958 und endeten im darauf folgenden Monat. Gefilmt wurde in den CCC-Studios von Berlin-Spandau sowie in Jugoslawien (Außenaufnahmen). Die Uraufführung fand am 14. November 1958 in Hamburg statt. Im mitproduzierenden Italien konnte man den Film ab dem 22. Januar 1959 sehen.
Fritz Klotzsch übernahm die Produktionsleitung. Die Filmbauten entwarf Emil Hasler, ausgeführt von Walter Kutz. Die Kostüme stammen von Vera Mügge.

## Wissenswertes
Produzent Artur Brauner hat, entgegen der Tolstoi-Vorlage, auf ein sehr viel versöhnlicheres Filmende gedrängt. Während sich Polikuschka in der Novelle mit Erfolg umbringt und seine Frau Akulina daraufhin dem Wahnsinn verfällt, erfährt der Titelheld hier kurz vor dem Selbsttötungsversuch seine vollständige Rehabilitierung.

## Kritiken
Der Spiegel urteilte: „Von der epischen Kraft Tolstois, von der schon ein anderer Film der neuen Kinosaison zehrt ("Auferstehung"), suchten auch die deutschen, italienischen und französischen Coproduzenten dieses Films zu profitieren. Die deutschen Drehbuchschreiber vereitelten diesen Plan gründlich. Sie verniedlichten die tragische Erzählung und erfanden zudem ein plumpes Happy-End. (…) Nur dank den komödiantischen Qualitäten des italienischen Darstellers Folco Lulli in der dem Postmeister Heinrich Georges verwandten Rolle vermag man stellenweise die Prallheit der Tolstoischen Erzählung zu ahnen.“
Im Filmdienst heißt es: „Die engagierte Darstellung der Titelrolle kann die Mängel des Drehbuchs und die Schwächen der Regie nicht wettmachen.“